# Locomotiv GT
Locomotiv GT (в сокращении LGT или Loksi) — первая венгерская рок-супергруппа, основанная весной 1971 года выходцами из Omega клавишником Габором Прессером и ударником Йожефом Лауксом. Одна из самых влиятельных групп в истории венгерской рок-музыки.

## Начало
В декабре 1970 года венгерский еженедельник «Ифьюшаги Магазин» (Молодёжный журнал) после опроса читателей опубликовал свой список лучших рок-музыкантов года. Из популярнейшей группы «Омега» в него попал почти весь состав, кроме гитариста Дьёрдя Мольнара и басиста Тамаша Михая. В списке значились Бела Радич («Tűzkeréк») — соло-гитара, Зоран Стеванович («Metro») — ритм-гитара, Карой Френрейс («Metro») — бас-гитара, а также четыре музыканта из «Омеги»: Габор Прессер — клавишные, Йожеф Лаукс — ударные, Ласло Бенкё — духовые инструменты и Янош Кобор — вокал.
В это время в Венгрию вернулась популярная певица Шаролта Залатнаи, которая в Лондоне и Париже выступала на концертах знаменитых групп Bee Gees и Beach Boys, познакомилась с Эриком Клэптоном, Лайонелом Ричи и другими мировыми звёздами. Она решила записать свой сольный альбом "Zalatnay" в Будапеште с помощью лучших венгерских рок-музыкантов из списка «Ifjúsági Magazin». 
На записи в феврале 1971 года приняли участие Прессер и Лаукс из «Омеги», басист Карой Френрейс и целый ряд гитаристов: братья Зоран и Душан Стевановичи из «Метро», братья Ласло и Бела Толчваи из группы «Tolcsvay» и др.
После этого Габору Прессеру пришла в голову идея создать первую венгерскую супергруппу и назвать её Локомотив (идущий впереди состава вагонов) с приставкой GT (гран туризмо — приставка к названию итальянских люксовых автомобилей). Вместе с Лауксом он подписал в новую группу басиста и вокалиста Кароя Френрейса из «Метро» и Тамаша Барту — гитариста/вокалиста из группы «Hungária», прогремевшей своим дебютным альбомом Koncert A Marson (Концерт на Марсе, 1970). Он привлек также к работе Анну Адамиш, жену Лаукса, которая написала тексты к лучшим песням Омеги (Gyöngyhajú lány, Ha én szél lehetnék, 10 000 lépés, Petróleum lámpa).
Первая венгерская супергруппа была создана в Будапеште 6 апреля 1971 года. Первый концерт состоялся в Будапеште в июле 1971 года, а первый альбом — Locomotiv GT — вышел в декабре 1971 года на лейбле Pepita.

## 1971—1973
Первый концерт новая супер-группа отыграла в июле 1971 года на арене Budai Park Szinpad (Арена парка Буды). А в августе «Локомотив ГТ» представил и свой первый сингл Boldog vagyok (Я счастлив) с пера К. Френрейса. Интересно, что «Омега», потерявшая сразу двух сильных музыкантов, зализывая раны, ответила своей песней — Hűtlen Barátok (Неверные друзья). Песня ЛГТ стала хитом, так же, как и две новые - Érints meg (Прикоснись ко мне) и Ezüst nyár (Серебряное лето). Группу, как когда-то «Омегу» с хитом Gyöngyhajú lány (Девушка с жемчужными волосами, 1969), пригласили в Японию на Всемирный фестиваль популярной песни в Токио, известный ещё как Yamaha Music Festival, где она заняла 14-е место. Английские версии этих двух песен вышли на японском сингле Touch Me, Love Me, Rock Me/Silver Summer. А группа получила в качестве приза 4 мотоцикла Ямаха.
В декабре 1971 года появился и дебютный альбом, названный просто Locomotiv GT . Он привлек внимание к новой группе и на Западе. Известный британский музыкальный еженедельник New Musical Express поместил статью “The new rock sensation could come from the East!” (Новая рок-сенсация может прийти с Востока). И в мае 1972 года ЛГТ стал единственной приглашенной из Европы рок-группой на Great Western Express Festival в Линкольне, Англия. Локомотив ГТ выступил рядом с такими грандами, как The Faces, Genesis, Beach Boys. Тогда же они получили предложение выпустить свой альбом и в Британии. А пока шли переговоры, группа воспользовалась моментом и дописала в Лондоне на AIR Studios свой второй альбом Ringasd el magad (Раскачай себя), на котором поместила свой первый инструментал — пятиминутный Lincoln fesztivál blues (Барта/Френрейс). Летом вышел и третий сингл Szeress nagyon (Люби меня крепко) с пера Тамаша Барты.
Эта песня очень понравилась Шаролте Залатнаи, которая подпевала на этом альбоме, и она решила издать свою версию. Осенью 1972 года группа помогла старой знакомой записать новый альбом Álmodj velem (Мечтай со мной). Тогда же вышел в свет и их второй собственный альбом Ringasd el magad .
А затем Габор Прессер и Анна Адамиш получили заказ написать первый венгерский рок-мюзикл "An Imaginary Report on an American Rock Festival" (Воображаемый репортаж с американского рок-фестиваля) по мотивам недавно вышедшей новеллы ранее опального писателя Тибора Дери и плотно занялись этой работой. Этот проект вызвал целую бурю в венгерском рок-обществе. Новелла описывала жизнь молодых венгерских эмигрантов в Америке, критикуя "капиталистический образ жизни". Менеджер проекта Золтан Варкони получил специальное разрешение и одобрение от Департамента агитации и пропаганды Центрального комитета Венгерской социалистической рабочей партии на создание рок-оперы, критикующей западную хиппи-культуру. Но когда эту работу предложили лидерам популярной группы "Иллеш" (Illés) Яношу Броди и Левенте Сёреньи, попутно требуя описать и скандал на концерте "Роллинг Стоунз" в Альтамонте (1969), те категорически отказались. Но Прессер, посчитав, что сумеет противопоставить содержанию свою музыку, взялся за работу. Ему это удалось, такие песни, как "Menni kéne" (Я должен идти), "Valaki mondja meg" (Кто-то сказал мне), "Arra születtem" (Я родился), "Vinnélek" и "Ringasd el magad" прочно вошли в репертуар "Локомотива ГТ", а позже исполнялись многими венгерскими артистами. Группа представила рок-мюзикл в марте 1973 года в будапештском Театре комедии вместе с целым ансамблем вокалистов. Успешный рок-мюзикл был записан на альбом с таким же названием, который вышел в свет весной 1973 года на лейбле Qualiton . Мюзикл также был поставлен в ряде социалистических стран, а в 1986 году англоязычная версия появилась и в США .
Но этот проект привёл и к первому расколу внутри группы. Карой Френрейс, тоже выступивший против мюзикла, ушел из Локомотива ГТ и основал в январе 1973 года свою группу "Skorpió". Его заменил Тамаш Шомло (вокал, гитара и саксофон), который в середине 1960-х годов уже играл три года в "Омеге", а затем выступал в группах "Kex" и "Non-Stop". Перейти на бас-гитару ему помог Тамаш Барта, давший тёзке несколько ценных уроков.
Группа в новом составе совершила в 1973 году несколько успешных турне по соседним странам: Польше, ГДР, Чехословакии, где обрела много поклонников. Третий альбом группы “Bummm!”  (Locomotiv GT III) был записан в июле 1973 года и вышел осенью того же года. На разворотной обложке были нарисованы участники группы и граната с горящим запалом под их ногами. И они действительно взорвали венгерское (и не только) рок-общество своей музыкой. Заглавной песней и очередным хитом стала длинная версия Ringasd el magad II (Раскачай себя), ставшая также главной темой предыдущего рок-мюзикла. Её поддержал заводной номер Тамаша Барты Szabadíts meg (Освободи меня). Группа также помогла записать альбом другой популярной венгерской певице Кати Ковач, который вышел через год под названием Kovács Kati – LGT (Pepita, 1974).
Осенью "Локомотив ГТ" записал в Лондоне свой англоязычный альбом Locomotiv GT, для которого отобрали лучшие номера своего репертуара. Автором семи из 11 мелодий был Тамаш Барта, на одной из них (She's Just 14) группе в студии подыграл Джек Брюс – лидер первой британской супер-группы Cream. Но министерство культуры Венгерской Народной Республики запретило выпуск этого альбома за рубежом.

## Путь к славе (1974—1980)
В 1974 году в преддверии двухмесячных летних гастролей группы по Штатам этот альбом всё же вышел в Англии (Epic, 1974) и был переиздан в США на лейбле ABC Records. Тамаш Барта, как основной композитор, в знак протеста против запрета альбома остался в Америке, став «невозвращенцем». Он давно мечтал об Америке. Тамаш Шомло вспоминал: «Его ничего не держало на родине. У него не было здесь ни дома, ни денег». Тогда в отместку музыканту в Венгрии был запрещён и альбом "Bummm!" Английский альбом сразу был переиздан в соседней Югославии (Suzy, 1976).
Что касается Барты, то он, окунувшись в музыкальный богемный мир Лос-Анджелеса, участвовал в концертах известных калифорнийских групп Beach Boys и Sly & the Family Stone, которые тогда начали петь социально-ориентированные песни, работал сешн-музыкантом, позже занимался бизнесом. Но 16 февраля 1982 года Барта был найден убитым двумя выстрелами в голову в своем доме в Лос-Анджелесе. В убийстве подозревали колумбийскую наркомафию . Через 10 лет после его смерти группа выпустила памятный альбом "In memoriam - Barta Tamás (1948–1982) Emléklemez" (Hungaroton, 1992) с самыми популярными записями Тамаша Барты с ЛГТ, Шаролтой Залатнаи и Кати Ковач .
Но запреты только увеличили популярность «Локомотива Джи Ти», который отодвинул ранее неприкасаемую «Омегу» на второй план. Место Барты занял гитарист группы "Generál" Янош Карачонь (1951). Группа снова c аншлагом проехала Польшу, результатом стали клип Ringasd el magad (квартет на дрезине) и альбом “Locomotiv GT In Warsaw” (Muza, 1975) , записанный на концерте в варшавском Конгресс-холле.
Осенью 1975 года группа записала англоязычный альбом и в Чехословакии под названием Motor City Rock (Supraphon, 1976) .

## Дискография
- 1971 — Locomotiv GT (№ 2 в годовом TOP10 Slágerlistá'71)
- 1972 — Ringasd el magad (Раскачай себя, № 2 в годовом TOP10 Slágerlistá'72)
- 1973 — Kepzelt riport egy Amerikai pop-fesztivalrol osszes dalai (мюзикл Прессера)
- 1973 — Bummm! (№ 3 в годовом TOP10 Slágerlistá'73)
- 1975 — Mindig magasabbra (Всегда выше, № 1 в годовом TOP10 Slágerlistá'75)
- 1976 — Locomotiv GT V (2LP, № 1 в годовом TOP10 Slágerlistá'76)
- 1977 — Zene — Mindenki maskepp csinalja (Музыка — Каждый делает своё, № 4 в годовом TOP10 Slágerlistá'77)
- 1978 — Mindenki (Все)
- 1978 — Aranyalbum (Золотой альбом, 2LP, сборник 1971—1976)
- 1980 — Loksi (2LP, № 10 в годовом TOP10 Slágerlistá'80)
- 1980 — Kisstadion 1980 (live)
- 1980 — Locomotiv GT (Pepita, записан MAFILM Stúdió, Budapest, на англ. для Германии/Palm Records и Швеции[13])
- 1982 — Locomotiv GT X (№ 7 в годовом TOP10 Slágerlistá'82)
- 1983 — Az Albumm (Favorit, 2LP, live 1974—1983)
- 1984 — Ellenfel nelkul (Без соперников)
- 1988 — Locomotiv GT '74 USA (Favorit, венгерский выпуск неизданного в США альбома «All Aboard»)
- 1992 — In memoriam Barta Tamás 1948—1982 emléklemez
- 1992 — Osszes Kislemeze (Все синглы)
- 1992 — Best of Locomotiv GT 1971—1992 (записи 1971—1977)
- 1992 — Locomotiv GT — Búcsúkoncert/Прощальный концерт (2 LP, Aréna Records)
- 1997 — 424 — Mozdonyopera (Локомотивная опера)
- 1998 — Romantic Ballads (сборник)
- 1999 — Golden Ballads (сборник)
- 2002 — A fiuk a koscmaba mentek (Их сын пошел в паб)

## Зарубежные издания
- 1973 — Ringasd El Magad (Чехословакия, клубное издание)
- 1973 — Ringasd El Magad (Аргентина)
- 1974 — Locomotiv GT (Великобритания/Epic, EPC 80229, США/ABC Records, ABCX-811)
- 1974 — Locomotiv GT'74 USA (сборник, США, ABC Records, записан, но не издан)
- 1975 — In Warsaw (концертный, Польша, Muza)
- 1976 — Motor City Rock (Чехословакия, Supraphon, на англ.)
- 1976 — Locomotiv GT (брит. издание 1974, Югославия, Suzy)
- 1976 — Mindig magasabbra (West Germany)
- 1979 — Mindenki (Чехословакия, Opus)
- 1980 — Todos (альбом Mindenki, Испания)
- 1980 — Locomotiv GT (West Germany, Palm Records — 7006)
- 1983 — Too Long (Великобритания/EMI, EMC 3430) — английская версия альбома Locomotiv GT X
- 1985 — Boxing (Великобритания/EMI) — английская версия альбома "Ellenfel nelkul"
- 2014 — Ringasd El Magad (Италия/Eastern Time, ET 10)
- 2014 — London 1973  (брит. издание 1974, Италия/Eastern Time, ET 18)